# Chevillon-sur-Huillard
Chevillon-sur-Huillard är en kommun i departementet Loiret i regionen Centre-Val de Loire strax norr Frankrikes mitt. Kommunen ligger i kantonen Amilly som tillhör arrondissementet Montargis. År 2022 hade Chevillon-sur-Huillard 1 504 invånare.

## Befolkningsutveckling
Antalet invånare i kommunen Chevillon-sur-Huillard
| Referens: INSEE |